# Next Time You See Me
«Next Time You See Me» — пісня американського блюзового співака і губного гармоніста Джуніора Паркера, випущена синглом у 1957 році на лейблі Duke. У 1957 році пісня посіла 7-е місце в R&B Singles і 74-е місце в The Billboard Hot 100 хіт-парадах журналу «Billboard».

## Оригінальна версія
Пісня була написана Ерлом Форестом і Біллом Гарві. Сесія звукозапису пройшла 7 травня 1956 року в Х'юстоні, штат Техас. Ритм-секцією став гурт Біллі Гарві з Паркером (вокал), Гарві (тенор-саксофон), Джо Скоттом (труба), Плумою Девісом (тромбон), Конні Макбукером (фортепіано), Петом Гейром (гітара), Гемпом Сіммонсом (бас) і Сонні Фріменом (ударні).
Пісня була випущена у лютому 1957 року на синглі (Duke 1957; на 7" 45 і 10" 78) із «My Dolly Bee» на стороні «Б». У липні 1957 року пісня посіла 7-е місце в R&B Singles і 74-е місце в The Billboard Hot 100 хіт-парадах журналу «Billboard».
У 1958 році пісня була включена до збірки Паркера The Barefoot Rock and You Got Me, яка вийшла на Duke. У 1969 році перезаписав пісню для альбому Blues Man, що вийшов на лейблі Minit.

## Інші версії
Пісню перезаписали інші виконавці, зокрема Френкі Лаймон для дебютного альбому Rock & Roll (1958), Ненсі Вілсон (квітень 1961), Фредді Роуч для Brown Sugar (1964), Джеймс Коттон для Cut You Loose! (1968), Майк Блумфілд для It's Not Killing Me (1968); Джон Літтлджон для Sweet Little Angel (1978), Генк Кроуфорд для Midnight Ramble (1982), Ларрі Девіс (1982), та ін. Гурт Grateful Dead на початку своєї кар'єри виконував пісню під час концертів.